# Pterostylis scoliosa
Pterostylis scoliosa är en orkidéart som beskrevs av David Lloyd Jones. Pterostylis scoliosa ingår i släktet Pterostylis och familjen orkidéer.
Artens utbredningsområde är Queensland. Inga underarter finns listade i Catalogue of Life.